# Сільван Гефті
Сільван Гефті (фр. Silvan Hefti, нар. 25 жовтня 1997, Роршах, Швейцарія) — швейцарський футболіст, центральний захисник німецького клубу «Гамбург».

## Ігрова кар'єра

### Клубна
Сільван Гефті є вихованцем футбольної академії клубу «Санкт-Галлен». Починаючи з сезону 2015/16 Гефті став повноцінним гравцем основи клубу. Першу гру в чемпіонаті Швейцарії Гефті провів у вересні 2015 року. Тоді ж футболіст продовжив чинний контракт з клубом.
Сезон 2020/21 футболіст почав у клубі Суперліги «Янг Бойз». У клубі футболіст провів півтора сезони і в січні 2022 року приєднався до клубу італійської Серії А «Дженоа». Контракт гравця обійшовся італійському клубу у 5 млн євро. За результатами сезону «Дженоа» вилетів до Серії В, але футболіст продовжив свою кар'єру у генуезькому клубі.
У серпні 2024 року підписав контракт з німецьким «Гамбургом».

### Збірна
З 2016 року Сільван Гефті витупав у складі молодіжної збірної Швейцарії.

## Приватне життя
Молодший брат Сільвана Ніас Гефті також професійний футболіст, грає в захисті у швейцарському клубі «Тун».